# St. Mark Catholic High School
 (juin 2021).
La mise en forme du texte ne suit pas les recommandations de Wikipédia : il faut le « wikifier ».
Les points d'amélioration suivants sont les cas les plus fréquents :
- Les titres sont pré-formatés par le logiciel. Ils ne sont ni en capitales, ni en gras.
- Le texte ne doit pas être écrit en capitales (les noms de famille non plus), ni en gras, ni en italique, ni en « petit »…
- Le gras n'est utilisé que pour surligner le titre de l'article dans l'introduction, une seule fois.
- L'italique est rarement utilisé : mots en langue étrangère, titres d'œuvres, noms de bateaux, etc.
- Les citations ne sont pas en italique mais en corps de texte normal. Elles sont entourées par des guillemets français : « et ».
- Les listes à puces sont à éviter, des paragraphes rédigés étant largement préférés. Les tableaux sont à réserver à la présentation de données structurées (résultats, etc.).
- Les appels de note de bas de page (petits chiffres en exposant, introduits par l'outil «  Source ») sont à placer entre la fin de phrase et le point final[comme ça].
- Les liens internes (vers d'autres articles de Wikipédia) sont à choisir avec parcimonie. Créez des liens vers des articles approfondissant le sujet. Les termes génériques sans rapport avec le sujet sont à éviter, ainsi que les répétitions de liens vers un même terme.
- Les liens externes sont à placer uniquement dans une section « Liens externes », à la fin de l'article. Ces liens sont à choisir avec parcimonie suivant les règles définies. Si un lien sert de source à l'article, son insertion dans le texte est à faire par les notes de bas de page.
- La présentation des références doit suivre les conventions bibliographiques. Il est recommandé d'utiliser les modèles {{Ouvrage}}, {{Chapitre}}, {{Article}}, {{Lien web}} et/ou {{Bibliographie}}. Le mode d'édition visuel peut mettre en forme automatiquement les références.
- Insérer une infobox (cadre d'informations à droite) n'est pas obligatoire pour parachever la mise en page.

Pour une aide détaillée, merci de consulter Aide:Wikification.
Si vous pensez que ces points ont été résolus, vous pouvez retirer ce bandeau et améliorer la mise en forme d'un autre article.
 (juin 2021).
L’école secondaire catholique St. Mark, ouverte en 1980, est située à Manotick, un quartier dans la ville d'Ottawa. Il y a actuellement 1100 étudiants, après avoir perdu environ 600 élèves après l'ouverture de l'école secondaire catholique St. Francis Xavier en 2009. St. Francis Xavier est situé à moins de 10 minutes de l'école St. Mark, sur le chemin Limebank.

## Histoire
Construit en 1980 en tant que Southern Catholic Junior High avec seulement les 7e et 8e années, le bâtiment de St. Mark avait reçu des extensions et ajoutait des années 9 à 12 au cours d'une période de sept ans. Il reste encore quelques professeurs à l'école St. Mark qui enseignaient depuis sa ouverture, ainsi que de nombreux autres qui y enseignaient depuis longtemps. En 2005, St. Mark a célébré son 25e anniversaire et les anciens professeurs et anciens élèves ont été invités à participer aux festivités de réunion.
Chaque année depuis 1987, l'école a organisé une collecte des boîtes de conserve, qu'ils appellent le Canned Food Drive. L'année où l'école a collecté le plus de canettes, ils ont collecté plus de 72 000. En 2009 - après 22 ans de collections - St. Mark a dépassé un million de canettes collectés. La campagne de collecte de nourriture attire l'attention des médias sur l'école.

## Les sports
En 2006, l'équipe de football masculine senior a remporté le National Capital Bowl, joué entre les vainqueurs des divisions d'Ottawa, de l'Est de l'Ontario et du Centre de l'Ontario. En 2009, l'équipe de football féminine junior, l'équipe de rugby masculine senior, l'équipe de football masculine junior et l'équipe féminine de football ont tous ramené des championnats municipaux. En 2008, l'équipe de cheerleading de St. Mark a remporté les championnats nationaux. En décembre, 2010, l'équipe de hockey masculine remportait le championnat du 1er rang. En 2018, l'école a créé la première équipe de football féminine à Ottawa.

## Anciens élèves notables
- Slater Koekkoek, joueur de hockey.